# (6131) Towen
(6131) Towen est un astéroïde de la ceinture principale.

## Description
(6131) Towen est un astéroïde de la ceinture principale. Il fut découvert le 27 juillet 1990 à l'observatoire Palomar par Henry E. Holt. Il présente une orbite caractérisée par un demi-grand axe de 2,42 UA, une excentricité de 0,13 et une inclinaison de 6,2° par rapport à l'écliptique.

## Compléments